# Bhutans förenade parti
Bhutans förenade parti, Druk Phuensum Tshogpa (DPT) är det ledande politiska partiet i Bhutan.
Partiet som bildades den 25 juli 2007, genom samgående mellan Hela folkets parti och Bhutanska folkets förenade parti, leds av den USA-utbildade Jigmi Thinley, som tidigare har varit premiärminister i två omgångar.
DPT vann en jordskredsseger i landets första parlamentsval i mars 2008. 

Värsta konkurrent om rösterna var Folkets demokratiska parti.